# Bran mac Máel Mórda
Bran mac Máel Mórda (mort à Cologne en 1052) est un roi de Leinster de 1016 à 1018.

## Origine
Bran est le fils de Máel Mórda mac Murchada issu des Uí Fáeláin l'un des trois Septs des  Uí Dúnlainge.

## Règne
Bran mac Máel Mórda devient roi de Leinster en 1016 après que son prédécesseur Donncuan mac Dúnlainge du Sept Uí Muiredaig ait été tué par le roi d'Osraige Donnchad mac Gilla Pátraic. Il règne deux années seulement selon le Livre de Leinster. En 1018 il est attiré dans un piège et aveuglé à Dublin par son cousin Sigtryggr Silkiskegg. Ensuite le royaume de Leinster échappe définitivement aux Uí Fáeláin au profit de leur rivaux le Sept Uí Muiredaig en la personne de Augaire mac Dúnlainge. Bran se retire dans un monastère à Cologne où il meurt en 1052.

## Source
- (en) John Byrne Francis, Irish Kings and High-Kings. Batsford, London, 1973.  (ISBN 0-7134-5882-8).